# Trans Europa Express (musikalbum)
Trans Europa Express  är Kraftwerks sjätte studioalbum, utgivet i mars 1977. Albumet gavs även ut på engelska med titeln Trans-Europe Express. Musikaliskt kan man se detta album som en utveckling av musiken på Autobahn.
Två singlar utgavs från albumet: "Trans-Europe Express" och "Showroom Dummies".
En förvirring som härrör från den tyska utgåvan är låt nummer sex, "Abzug", vilken inte finns listad som låt på den engelska utgåvan. Men tidsmässigt är dessa båda skivor ändå lika långa. Det hela beror på att låttrion "Trans Europa Express", "Metall auf Metall" och "Abzug" fungerar som ett stycke på den tyska utgåvan, och är cirka 13 minuter långt, medan den engelska utgåvan har en duo med låtarna "Trans-Europe Express" och "Metal on Metal" som också är cirka 13 minuter. Varför Kraftwerk har döpt den sista passagen av dessa 13 minuter till "Abzug" på den tyska utgåvan men inte givit den något namn alls på den engelska är okänt. Partiet "Metall auf Metall"/"Metal on Metal" är ett ljudkollage som beskriver hur metall slås mot metall, när buffertar möts då godsvagnar rangeras.
Kraftwerk lät till detta album göra två helt olika skivomslag. Ett svart-vitt som bland annat användes för den tyska utgåvan där framsidan pryds av ett fotografi av de fyra medlemmarna taget i New York 1975 av den amerikanske fotografen Maurice Seymour. Det andra omslaget, som bland annat används för den engelskspråkiga marknaden, pryds av ett kraftigt retuscherat fotografi, av medlemmarna, skapat av den franske konstnären och fotografen J. Stara.
Albumet finns med i boken 1001 Albums You Must Hear Before You Die.

## Låtförteckning
| 1. | Europe Endless ("Europa Endlos")        | Ralf Hütter, Florian Schneider | Hütter | 9:40 |
| 2. | The Hall of Mirrors ("Spiegelsaal")     | Hütter, Schneider, Emil Schult | Hütter | 7:56 |
| 3. | Showroom Dummies ("Schaufensterpuppen") | Hütter                         | Hütter | 6:15 |

| 4. | Trans-Europe Express ("Trans Europa Express") | Hütter, Schult | Hütter            | 6:52 |
| 5. | Metal on Metal ("Metall auf Metall")          |                | Hütter            | 2:11 |
| 6. | Abzug                                         |                | Hütter            | 4:53 |
| 7. | Franz Schubert                                |                | Hütter            | 4:26 |
| 8. | Endless Endless ("Endlos Endlos")             |                | Hütter, Schneider | 0:55 |

## Medverkande
Kraftwerk
- Ralf Hütter – sång, synthesizer, orchestron, synthanorma-sequenzer
- Florian Schneider – sång, vocoder, votrax, synthesizer
- Karl Bartos – elektroniska trummor
- Wolfgang Flür – elektroniska trummor